# كشراسفل (بني مطر)

تعديل مصدري - تعديل

كشراسفل هي إحدى قرى عزلة شهاب الأعلى بمديرية بني مطر التابعة لمحافظة صنعاء، بلغ تعداد سكانها 270 نسمة حسب تعداد اليمن لعام 2004.